# Slănină

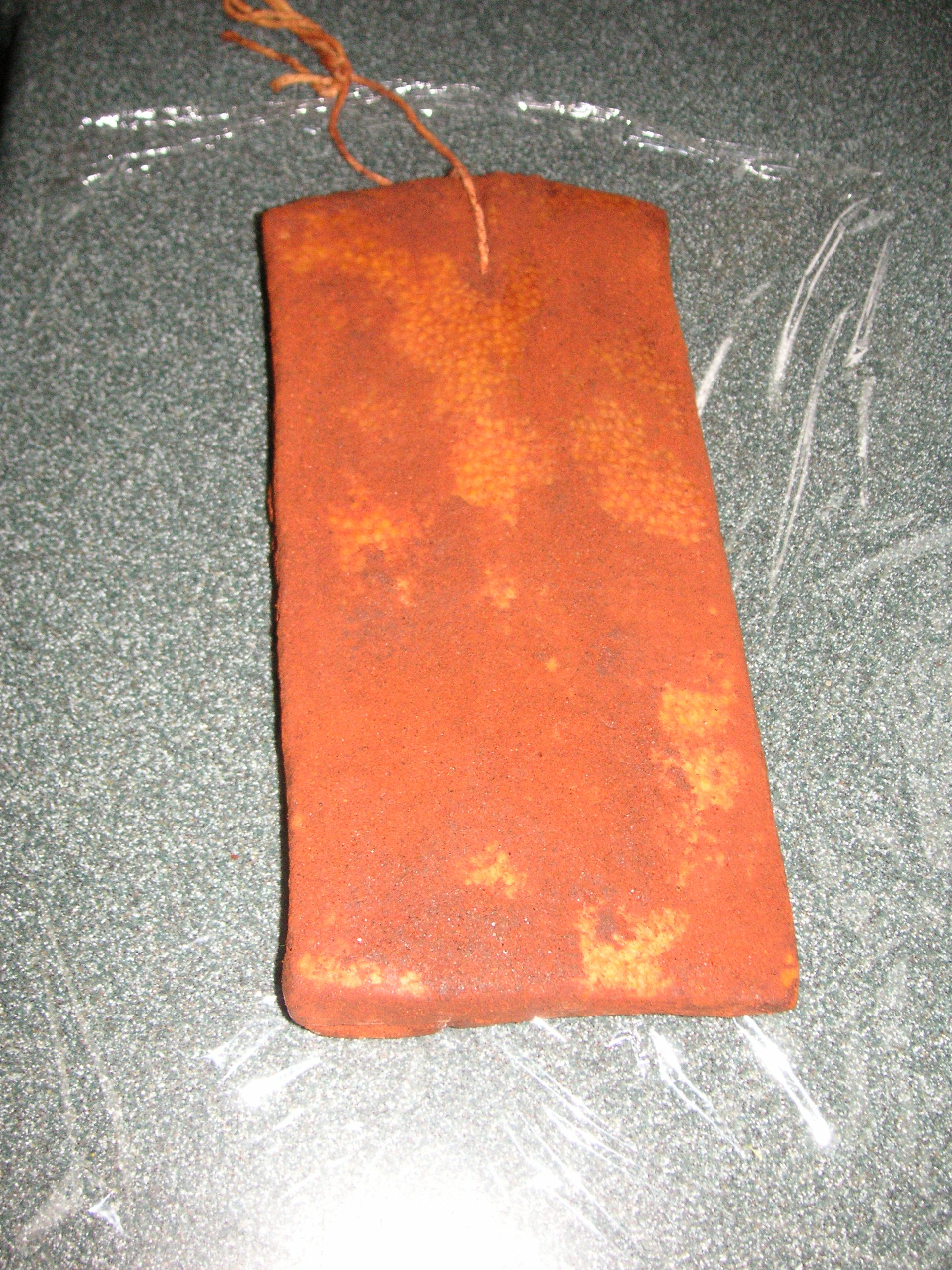
Un tall d'slănina curada amb pebre vermell.

L'slănină (romanès), slanina (serbocroata, txec, eslovac i búlgar: сланина), salo (ucraïnès i rus: са́ло), sala (belarús: са́ла), szalonna (hongarès) o słonina (polonès) és una recepta típica de l'Europa de l'Est, que consisteix en tires curades de cansalada de l'esquena del porc, o més rarament de la panxa, amb la pell o sense. Típicament en les diferents variants se sala o fermenta en salmorra, d'on ve el nom slonina/slana/szalonna (solonýna en ucraïnès i solonina en rus fa referència a qualsevol carn en salaó, com ara el corned beef). Les versions de l'est d'Europa solen tractar-se amb pebre vermell o altres condiments, mentre que les del sud acostumen més sovint a fumar-se.

## Conservació
Per a conservar-la, l'slănina se sala, o també es fuma, deixant-se curar en un lloc fosc i fred, on hi romandrà un any o més temps. Per donar-li gust i millorar-ne la conservació, es pot adobar o cobrir amb una capa gruixuda de pebre vermell, all capolat o de vegades també amb pebre negre. Les tires de cansalada es tallen en trossos manejables, típicament de 15×20 cm, i es recobreixen amb sal. Les tires es posen amb la pell cap avall en una caixa de fusta o barril, alternant-les amb capes de sal d'un 1 cm de gruixària.
Quan s'adoba durant massa temps o s'exposa a la llum, la superfície de la cansalada es pot oxidar i tornar-se groguenca i amarga. Llavors es pot utilitzar com a repel·lent de l'aigua per a botes de cuir o com a esquer per a rateres, o simplement per a fer-ne sabó casolà.

## Cuina

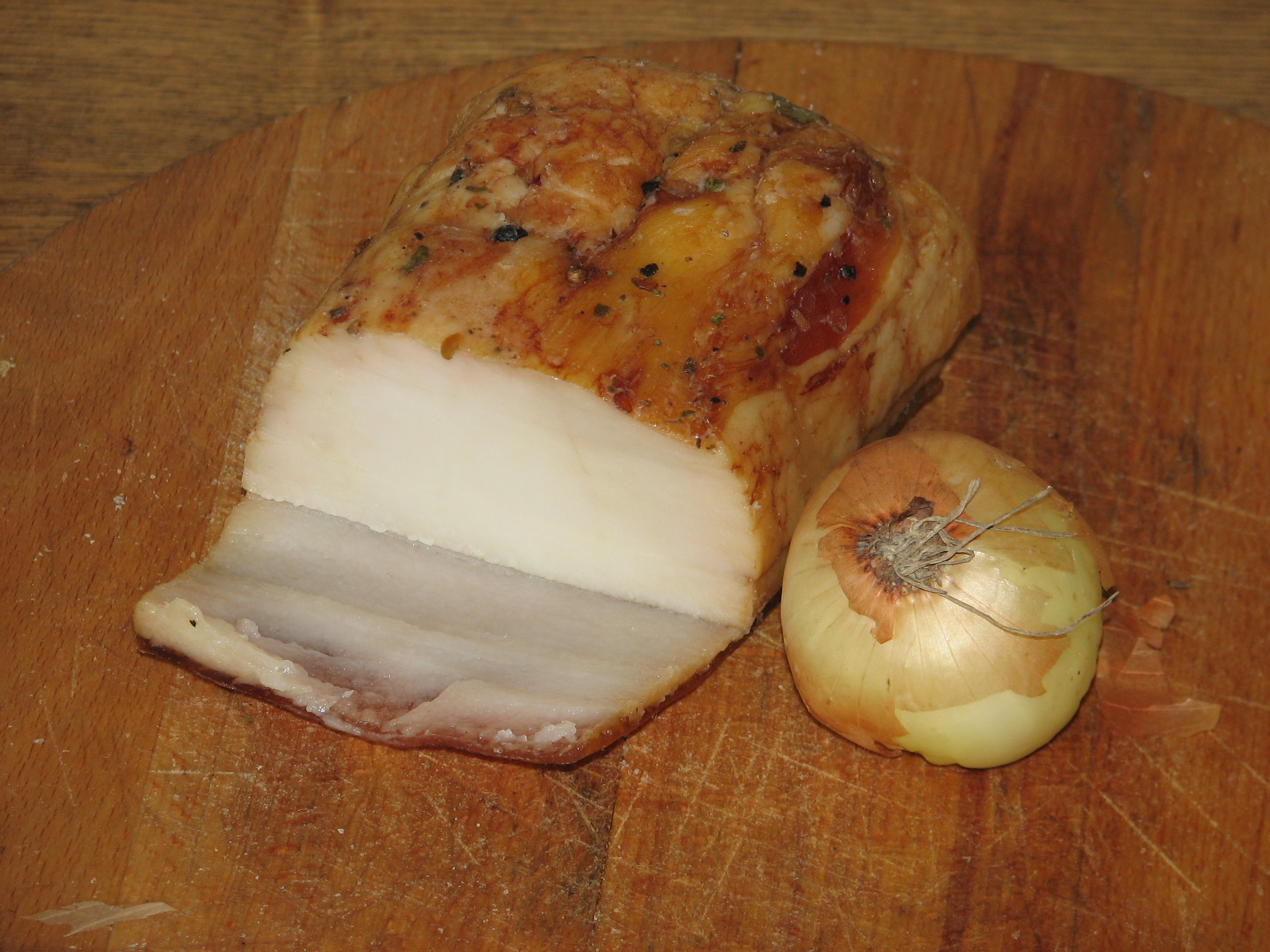
Lašiniai, variant lituana de l'slănină.

L'slănină pot prendre's crua i també cuinar-se, fregir-se o bé servida finalment picada amb all com a condiment per al borscht (sopa de bleda-rave). També es poden afegir trossets de slănină a diferents menes d'embotits. Tallat fi sobre pa de sègol fregat amb all és un aperitiu tradicional a Rússia, acompanyadat de vodka, o especialment de horilka a Ucraïna.
A Romania també s'acostuma a servir com a aperitiu amb un licor fort, com ara țuică o palincă. En algunes regions se la coneix com a șuncă, que pot portar a equívocs, perquè també fa referència al pernil.
També es talla sovint a trossets i es fregeix per extreure'n el greix i usar-la en cuina, mentre que el llard sobrant (shkvarky en ucraïnès, spirgai en lituà, skwarki en polonès) es fa servir com a condiment per a patates fregides o varenyky.
L'escorça de porc gruixuda que resta després de fer servir el greix del  slănină  també es pot afegir al brou per a sopa o al borscht, si bé rebutjant-la després de la cocció.